# Alan Cranston
Alan MacGregor Cranston, född 19 juni 1914 i Palo Alto, Kalifornien, död 31 december 2000 i Los Altos, Kalifornien, var en amerikansk demokratisk politiker. Han representerade delstaten Kalifornien i USA:s senat 1969–1993. Han var demokratisk whip i senaten 1977–1991.
Cranston studerade vid Pomona College och Universidad Nacional Autónoma de México (UNAM). Han utexaminerades sedan 1936 från Stanford University. Han arbetade sedan som utrikeskorrespondent 1937-1938 i England, Tyskland, Italien och Etiopien.
Cranston gav ut en oförkortad engelsk utgåva av Adolf Hitlers Mein Kampf år 1939. Vissa antisemitiska delar av boken hade inte ingått i den existerande engelska utgåvan och Cranston ville visa vad hela boken gick ut på. Han blev stämd av Hitlers förlag för brott mot upphovsrätt och förlorade rättegången.
Cranston deltog i andra världskriget, först i U.S. Office of War Information och sedan i USA:s armé.
Cranston besegrade republikanen Max Rafferty i senatsvalet 1968 och efterträdde Thomas Kuchel som senator i januari 1969. Han omvaldes 1974, 1980 och 1986. Han blev tillrättavisad av senaten år 1991 för oetiskt beteende i samband med att ha tagit emot pengar från sparbankschefen Charles Keating. Han bestämde sig för att inte kandidera till omval i senatsvalet 1992. Han efterträddes som senator av Barbara Boxer.